# Cuisine juive
 (janvier 2012).
Si vous disposez d'ouvrages ou d'articles de référence ou si vous connaissez des sites web de qualité traitant du thème abordé ici, merci de compléter l'article en donnant les références utiles à sa vérifiabilité et en les liant à la section « Notes et références ».
La cuisine juive  désigne les traditions culinaires du peuple juif dans le monde entier. 
Au cours de son évolution sur plusieurs siècles, elle a été influencée par les lois alimentaires juives (Cacherout), les festivals, les fêtes juives, les traditions ainsi que par l'économie, l'agriculture et les traditions culinaires des nombreux pays où les communautés  se sont installées.
L'histoire de la cuisine juive débute avec au fur et à mesure de la dispersion de la diaspora juive, différents styles ont vu le jour. Ils varient selon les communautés des diasporas ashkénazes, séfarades et mizrahies et dans les communautés juives autonomes de la diaspora grecque, iranienne et yéménite. 

## Europe centrale

### Plat
- Blini
- Boulettes de poissons
- Caviar d'aubergine
- Chrain
- Farfel
- Forschmak
- Gefilte fish (carpe farcie)
- Kneidleh (ou Kneydlekh)
- Kugel
- Latkes et soufganyot (à Hanoucca)
- Tchoulent
- Bortsch vert[2],[3]

### Dessert
- Cheesecake de New YorkBouballe, dessert de Pessa'h
- Sders

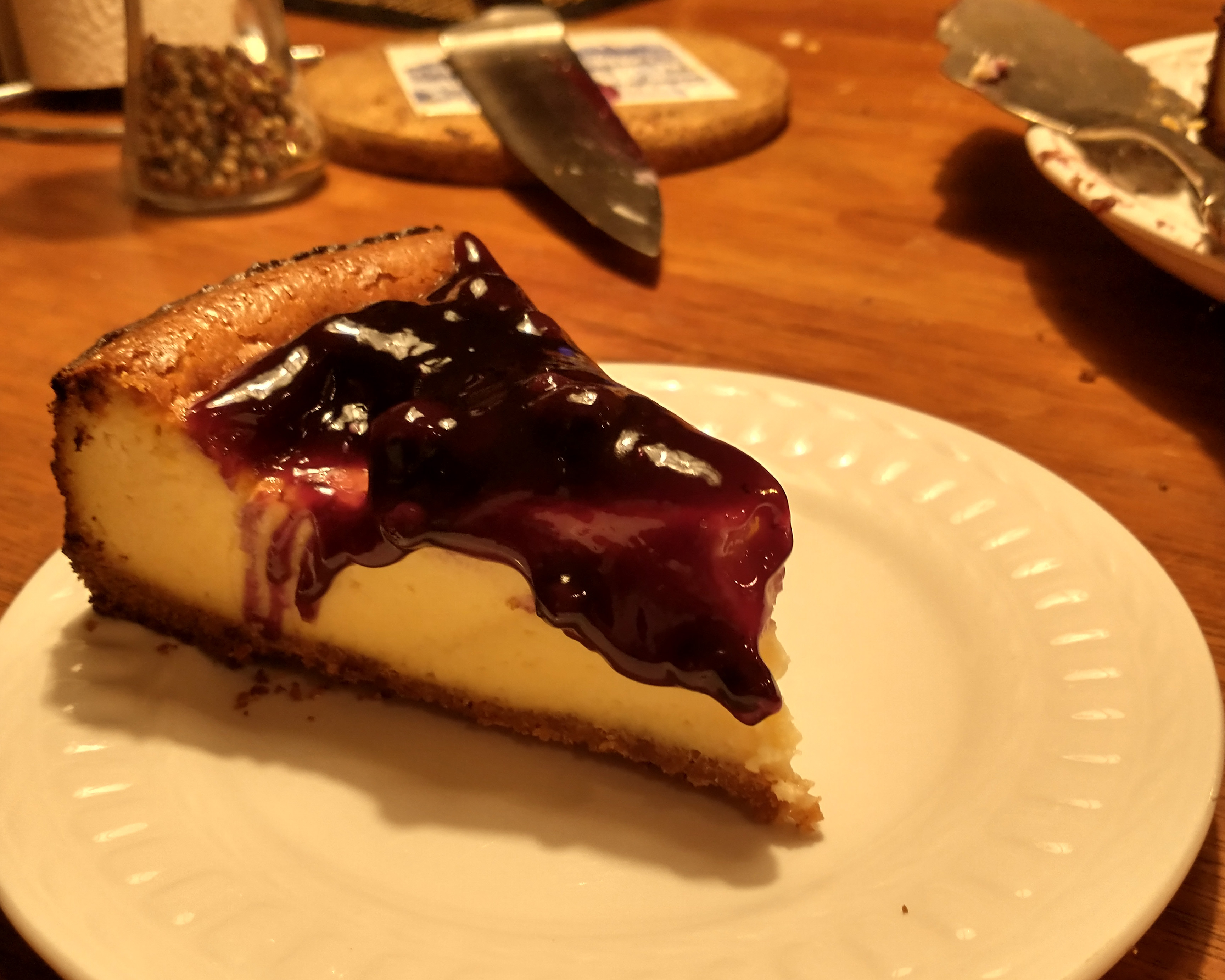
Cheesecake de New York

- Mandelbrot ou Biscuits aux amandes
- Cheesecake, Sernik ou Vatroushka
- Lokshen kugel
- Babka
- Flódni
- Apflestrudel

### Pain
- Bagel[4]
- Hallah

## Méditerranée

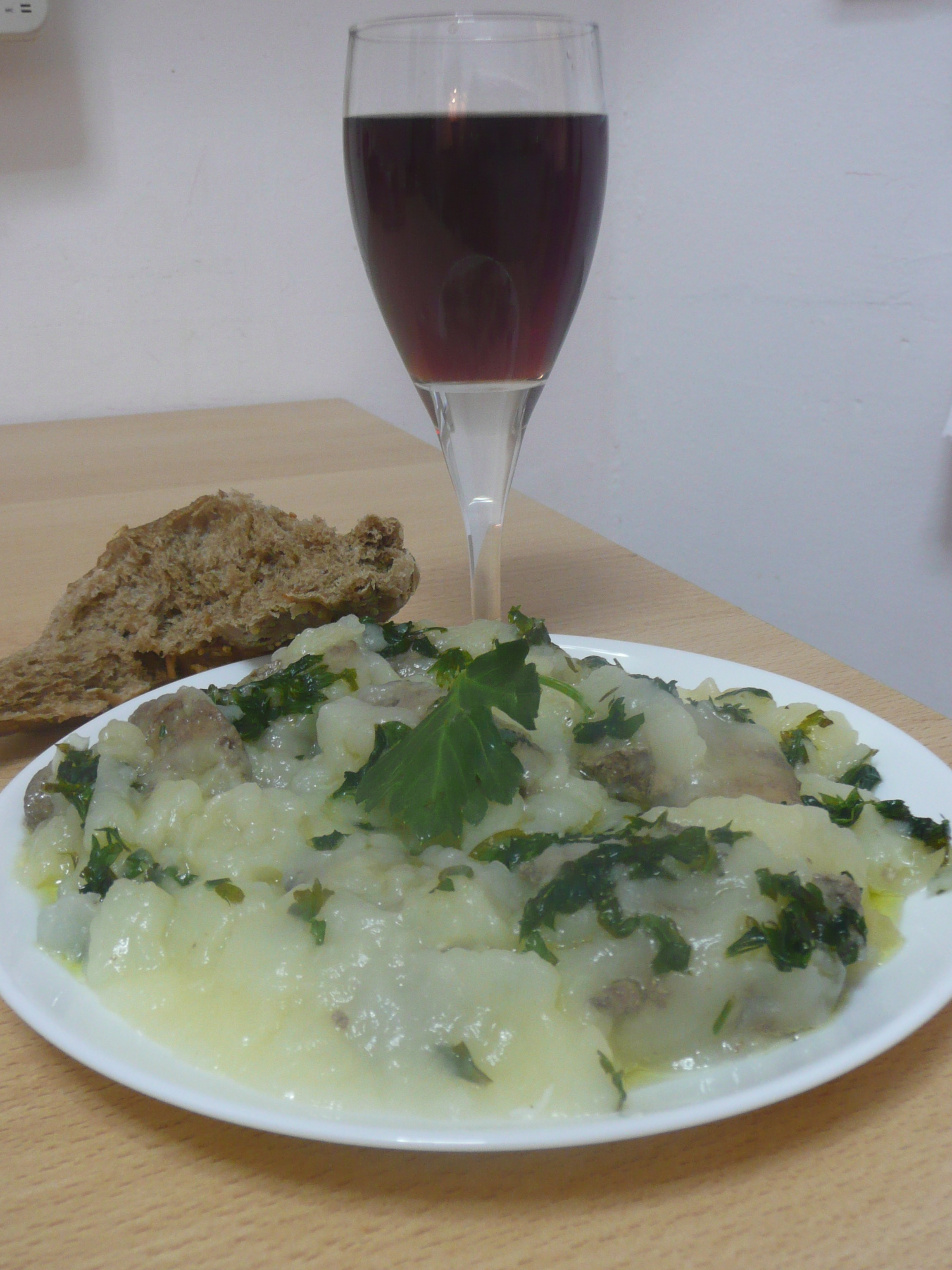
Merenjena Asada.

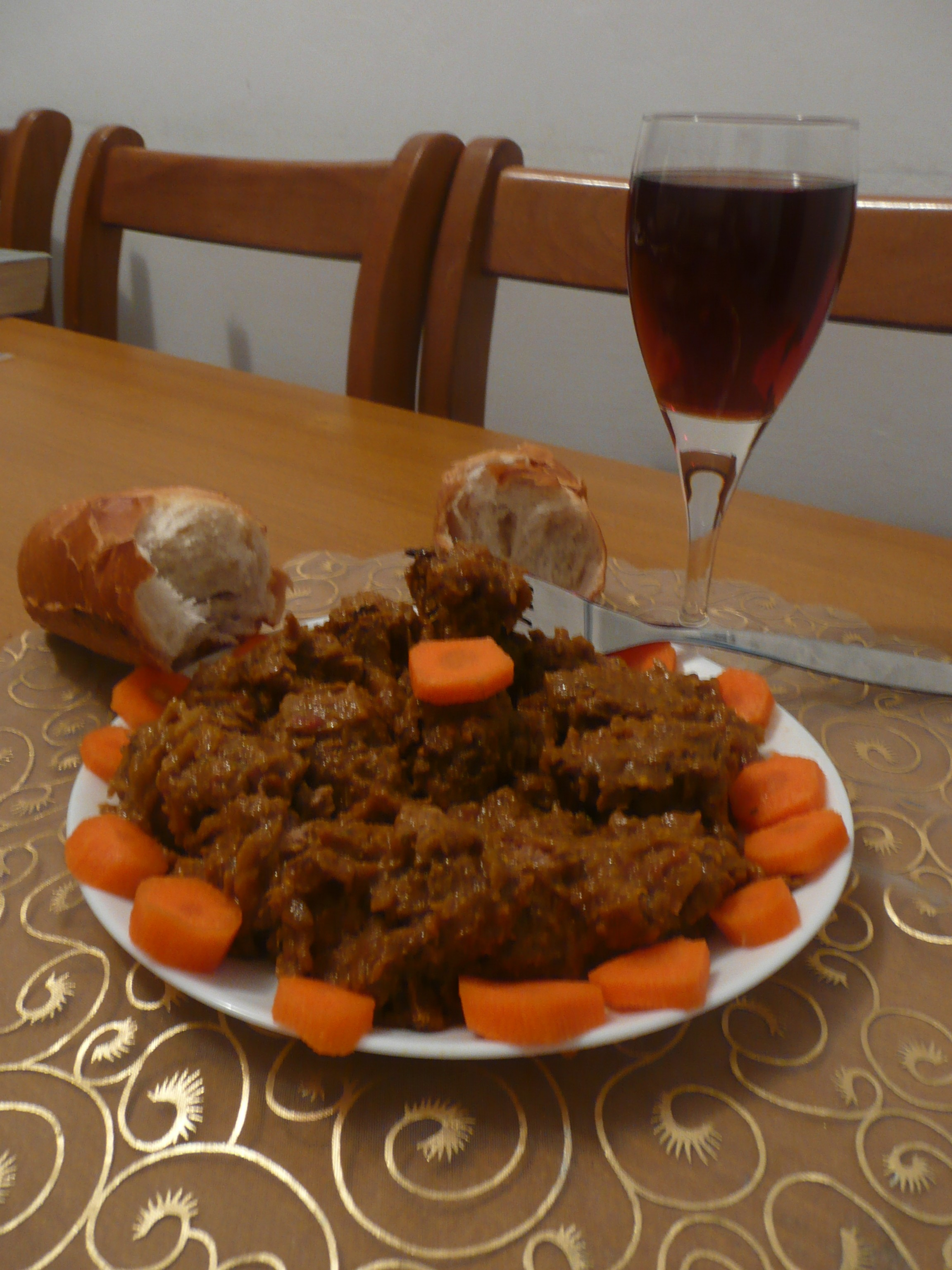
Merenjena Asada.

### Tunisie

#### Entrée
- Ajloug
- Megbouba, magmouma ou marmouma : salade cuite composée de poivrons et de tomates cuits dans un récipient couvert, sans eau, dans de l'huile d'olive dans laquelle de l'ail en morceaux a été revenu ; elle est assaisonnée de sel, de graines de carvi en poudre et éventuellement d'harissa.
- Salade d'artichauts du vendredi soir
- Salade de carottes du vendredi soir
- Salade de navets du vendredi soir
- Slata méchouia
- Soupe aux fèves
- Torshi

#### Plat
- Aja ou oja
- Pkaïla : épinards frits aux haricots
- Brique à l’œuf
- Kamounia ; tfina aux bœuf et haricots parfumée au cumin.
- Couscous poisson
- Couscous boulettes : couscous du vendredi soir composé de viande (bœuf ou poulet) et de légumes, et accompagné de boulettes de viande mélangée à de la mie de pain et des herbes fraîches.
- Couscous rouge : semoule parfumée à l'ail, paprika, carvi et citron[5]
- Fourma
- Gnawia : plat aux gombos
- Harissa du samedi ou tfina harisha : couscous au blé

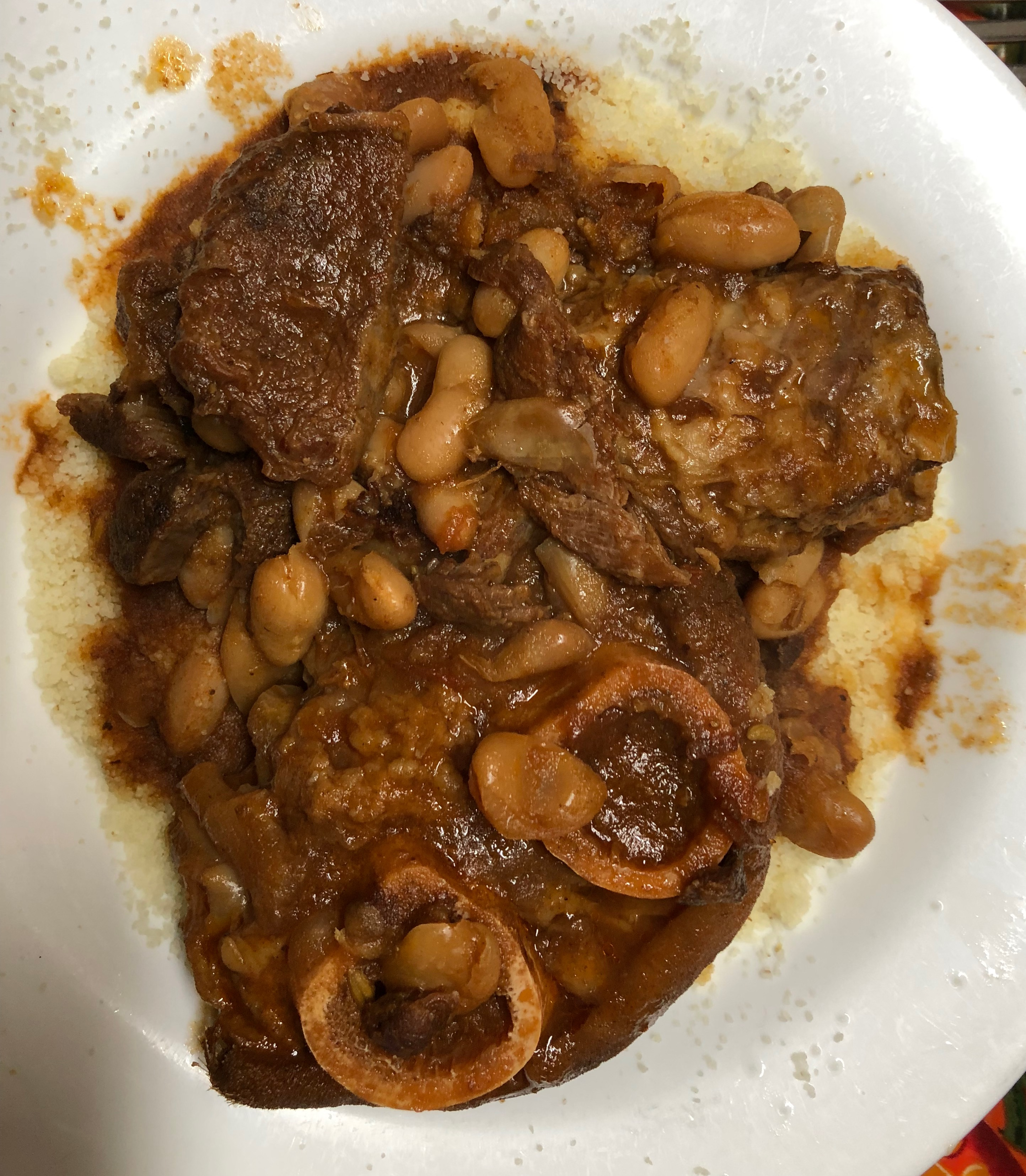
Couscous camouniya au bœuf et haricots au cumin.

- Koukla Couscous camouniya au bœuf et haricots au cumin.Loubia bel camoun : haricots au cumin
- Melokhia ou moulokheya : ragoût à base de corète potagère.
- Minina
- Msoki
- Msoki de Pessah
- Nikitoush : couscous au poulet et petites pâtes
- Osban : tripes farcies
- MoulokheyaPain et huile
- Poisson Complet

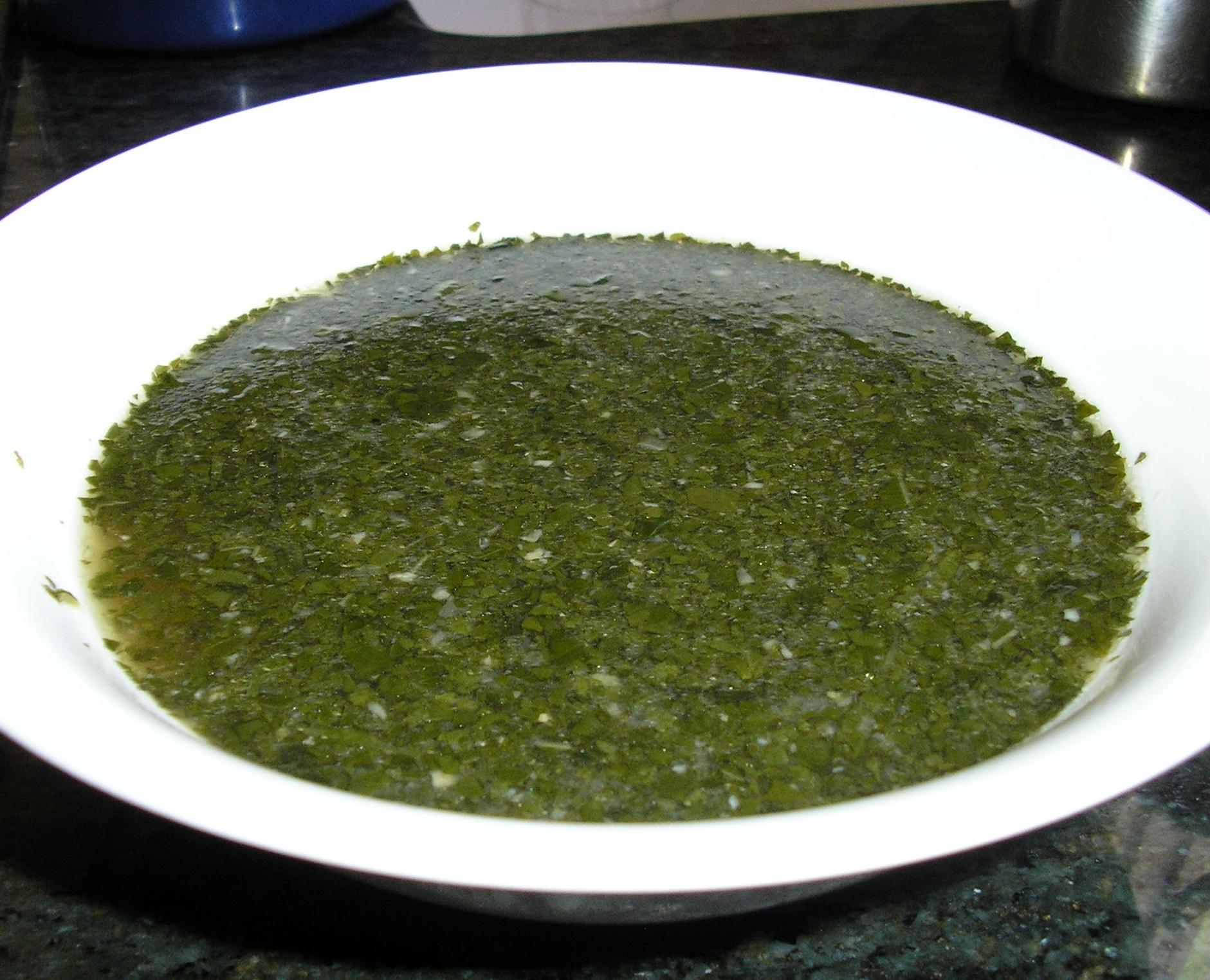
Moulokheya

- Poisson Haïmi ou « poisson malin »
- Psal al loubia
- Tajine 'ham
- Tfina : tajine

#### Dessert
- Harissa au miel
- Cigares au miel (swaba)
- Makroud
- Manicoti
- Yoyo
- Zabayon ou Sabayon

#### Sauces et condiments
- Harissa

### Cuisine espagnole et proche-orientale

#### Plat
- Baba ganousch
- Brique à l'œuf
- Couscous au beurre (Algérie)
- Couscous boulettes
- Couscous aux fèves et aux olives
- Dafina [6]
- Dafina de pessah, Hamin
- Falafel
- Houmous
- 'Hala (pain du Shabbat)
- M'Quele d'Zitoun
- Pescado frito
- Shawarma ou shwarma (cuisine israélienne)
- Tfina

#### Dessert
- Macroude
- Buñuelos

#### Sauce
- Té'hina : sauce à base de graines de sésame.
- Pilpelchuma

#### Pain
- Pita

## Autres

### Entrée
- Œufs mimosas
- Salade d'aubergines
- Salade de betteraves
- Salade de concombres
- Salade cuite (dite «à la  juive »)
- Salade de fèves fraîches
- Salade d'oranges et d'artichauts

### Plat
- Carottes de poivre rouge
- Courgettes farcies
- Galette de pommes de terre
- Pot-au-feu
- Poulet aux oignons et aux marrons
- Poulet aux pruneaux et au miel
- Saumon au fenouil (poisson)
- Soupe de potiron
- Soupe de pois cassés
- Tadjine de poulet et de pois chiches

### Dessert
- Gâteau de Shavouot
- Melon surprise
- Montecaos
- Petits pains aux amandes et raisins secs
- Pépins de pastèques grillés
- Oreilles d'Aman ou Hamantaschen
- Salade de fruits tropicaux
- Sorbet à l'ananas

## Ordonné par la religion (Seoudat mitzva)
- Hamin

### Repas duSéderdePessa'h
- Matza : du pain non levé (dit « pain azyme »)
- Karpass : des herbes vertes
- Maror : des herbes amères
- 'Harosseth, charoset : un mélange à base de noix pilées et fruits
- Zerowaʿ, z'roa : un os ou autre symbole de l'agneau pascal.

## Liens

### Internes
- Cacherout
- Végétalisme dans le judaïsme

### Externes
- (es)Recetas Judías (recettes sépharades et ashkénazes)
- (es)Gastronomía sefardí